# View Askewniverse
Le View Askewniverse est un univers de fiction créé par le réalisateur Kevin Smith et mis en avant dans la plupart de ses films, ainsi que dans des comics ou séries télévisées. La société de production de Kevin Smith s'appelle View Askew Productions.
Cet univers consiste principalement en quelques personnages qui apparaissent dans tous les films de Smith, dès Clerks : Les Employés modèles en 1994. Les plus célèbres sont les deux dealers obsédés Jay et Silent Bob. Ils passent leur temps à dealer de la drogue devant le Quick Stop, une petite épicerie du New Jersey. Il y a également Dante Hicks et Randal Graves, deux employés du Quick Stop.
Kevin Smith remplit ainsi chaque film avec de nombreuses références à ses précédents. De plus, cela offre une véritable continuité.

## Films
- 1994 : Clerks : Les Employés modèles (Clerks.)
- 1995 : Les Glandeurs (Mallrats)
- 1997 : Méprise multiple (Chasing Amy)
- 2000 : Dogma
- 2001 : Jay et Bob contre-attaquent (Jay and Silent Bob Strike Back)
- 2006 : Clerks 2 (Clerks II)
- 2019 : Jay et Bob contre-attaquent… encore (Jay and Silent Bob Reboot)
- 2022 : Clerks 3 (Clerks III)
- en projet : Les Glandeurs 2 (Twilight of the Mallrats)

## Distribution et personnages
| Personnages     | Clerks                                       | Les Glandeurs  | Méprise multiple  | Dogma            | Clerks (série animée)      | Jay et Bob contre-attaquent | Clerks 2            | Jay & Silent Bob’s Super Groovy Cartoon Movie | Jay et Bob contre-attaquent… encore | Clerks 3            |
| --------------- | -------------------------------------------- | -------------- | ----------------- | ---------------- | -------------------------- | --------------------------- | ------------------- | --------------------------------------------- | ----------------------------------- | ------------------- |
| Jay             | Jason Mewes                                  | Jason Mewes    | Jason Mewes       | Jason Mewes      | Jason Mewes                | Jason Mewes                 | Jason Mewes         | Jason Mewes                                   | Jason Mewes                         | Jason Mewes         |
| Silent Bob      | Kevin Smith                                  | Kevin Smith    | Kevin Smith       | Kevin Smith      | Kevin Smith                | Kevin Smith                 | Kevin Smith         | Kevin Smith                                   | Kevin Smith                         | Kevin Smith         |
| Dante Hicks     | Brian O'Halloran                             |                |                   |                  | Brian O'Halloran           | Brian O'Halloran            | Brian O'Halloran    | Brian O'Halloran                              | Brian O'Halloran                    | Brian O'Halloran    |
| Randal Graves   | Jeff Anderson                                |                |                   |                  | Jeff Anderson              | Jeff Anderson               | Jeff Anderson       |                                               |                                     | Jeff Anderson       |
| Alyssa Jones    | Joey Lauren Adams (édition spéciale de 2004) |                | Joey Lauren Adams |                  |                            | Joey Lauren Adams           |                     |                                               | Joey Lauren Adams                   |                     |
| Willam Black    | Scott Mosier                                 |                |                   |                  | Scott Mosier (non crédité) | Scott Mosier                |                     |                                               | Scott Mosier                        |                     |
| Brodie Bruce    |                                              | Jason Lee      |                   |                  |                            | Jason Lee                   |                     |                                               | Jason Lee                           |                     |
| Holden McNeil   |                                              |                | Ben Affleck       |                  |                            | Ben Affleck                 |                     |                                               | Ben Affleck                         |                     |
| Banky Edwards   |                                              |                | Jason Lee         |                  |                            | Jason Lee                   |                     |                                               |                                     |                     |
| Tricia Jones    |                                              | Renee Humphrey |                   |                  |                            | Renee Humphrey              |                     |                                               |                                     |                     |
| Justice Faulken |                                              |                |                   |                  |                            | Shannon Elizabeth           |                     |                                               | Shannon Elizabeth                   |                     |
| Becky Scott     |                                              |                |                   |                  |                            |                             | Rosario Dawson      |                                               |                                     | Rosario Dawson      |
| Elias Grover    |                                              |                |                   |                  |                            |                             | Trevor Fehrman (en) |                                               |                                     | Trevor Fehrman (en) |
| Grant Hicks     |                                              |                |                   | Brian O'Halloran |                            |                             |                     |                                               | Brian O'Halloran                    |                     |

### Personnages principaux

#### Jay et Silent Bob
Interprétés respectivement par Jason Mewes et Kevin Smith)
Jay et Silent Bob sont deux dealers déjantés qui squattent tous les jours la façade du Quick Stop pour vendre de la drogue, insulter les passants, draguer à leurs manières des filles, embêter des clients, ... Si Jay passe son temps à parler, Bob est en revanche quasiment muet. Il ne dit que quelques phrases par film, souvent pour remettre Jay en place d'ailleurs. Jay adore quand Bob lui met de la musique. Il se met alors à danser d'une façon bien personnelle.

#### Dante Hicks
Interprété par Brian O'Halloran
Dante est l'employé modèle du Quick Stop. Il se met toujours au service de son patron, quitte à travailler pendant un jour de congé. Dante a peur de changer son petit train de vie. Poussé par Randal, il rachète et rénove le Quick Stop.

#### Randal Graves
Interprété par Jeff Anderson
Randal est le meilleur ami de Dante depuis toujours. Il travaille au vidéo club juste à côté du Quick Stop. Il passe son temps à venir embêter Dante et ses clients de l'épicerie. Il aime choquer les clients avec des histoires salaces. Quand le Mooby's est détruit, il rachète et rénove le Quick Stop.

#### Holden McNeil
Interprété par Ben Affleck
Holden est le cocréateur de la bande-dessinée inspirée de Jay & Silent Bob Bluntman & Chronic. Il tombe amoureux d'une lesbienne, Alyssa Jones. Plus tard, il abandonne les droits de sa BD à son ami Banky. Son nom s'inspire du personnage de Holden Caulfield dans le roman L'Attrape-cœurs de J. D. Salinger, publié en 1951, alors que le nom de Banky Edwards s'inspire également d'un personnage du même livre : Ed Banky.
Dans Méprise multiple, Holden McNeil a cocréé avec son ami Banky Edwards le comic book Bluntman & Chronic, qui met en scène deux super-héros inspirés des dealers Jay et Silent Bob. Il tombe amoureux d'Alyssa Jones mais découvre qu'elle est lesbienne. Il décide malgré tout d'être ami avec elle, jusqu'à ce qu'il lui déclare finalement sa flamme. Contre toute attente, elle accepte et commence une relation. Mais lorsqu'Alyssa lui raconte ses aventures passées et toutes ses histoires sexuelles, Holden décide de rompre. En parallèle, il se brouille avec son ami Banky et lui cède ses parts de Bluntman & Chronic...
Dans Jay et Bob contre-attaquent, Banky étant désormais l'unique propriétaire des droits de Bluntman & Chronic, décide de les vendre à Miramax Films, qui souhaite en faire un film. Mais Jay et Silent Bob ne sont pas d'accord et veulent être dédommagés. Ils vont alors voir Holden qui leur explique qu'il a vendu ses parts à Banky. Les deux dealers décident donc d'aller à Hollywood retrouver Banky et empêcher le tournage du film...
Dans Jay et Bob contre-attaquent… encore, Jay et Bob retrouvent Holden McNeil au Chronic-Con. Il est sur le point de se faire interviewer pour un podcast par Alyssa Jones, personnage de Méprise multiple. Ils découvrent que Holden a une fille, nommée Amy.

#### Banky Edwards
Interprété par Jason Lee
Banky est le cocréateur de Bluntman & Chronic avec son ami Holden. Lorsque les droits de la BD lui appartiennent entièrement, il décide de la vendre à Miramax pour en tirer un film. Dans le film Méprise multiple (1997), Banky Edwards a cocréé avec son ami Holden McNeil le comic book Bluntman & Chronic, qui met en scène deux super-héros inspirés des dealers Jay et Silent Bob. Alors qu'Holden tombe amoureux d'Alyssa Jones (en), une lesbienne, Banky est la risée des fans du comic qui ne voit en lui qu'un simple dessinateur. Il se brouille avec son ami Holden qui lui cède ses parts de Bluntman & Chronic. Dans le film Jay et Bob contre-attaquent (2001), Banky Edwards est désormais l'unique propriétaire des droits de Bluntman & Chronic. Il décide de les vendre à Miramax Films, qui souhaite en faire un film. Mais Jay et Silent Bob ne sont pas d'accord et veulent être dédommagés. Ils vont alors voir Holden qui leur explique qu'il a vendu ses parts à Banky. Les deux dealers décident donc d'aller à Hollywood retrouver Banky et empêcher le tournage du film. Jay et Silent Bob mettent donc la main sur Banky sur le plateau et lui réclament leur argent. On découvre dans ce film que Banky est homosexuel (ce qu'Holden avait clairement sous-entendu à la fin de Méprise multiple).

### Personnages secondaires

#### Veronica Loughran
Interprétée par Marilyn Ghigliotti (en)
Elle est initialement la petite-amie de Dante Hicks. Elle veut à tout prix qu'il abandonne son job au Quick Stop pour faire des études. Ils se disputent lorsque Dante apprend le nombre de partenaires sexuels qu'elle a eu avant lui. Leur relation prend fin lorsque Randal lui révèle que Dante aime encore son ex, Caitlin Bree.
- Becky Scott (Rosario Dawson) : elle est la manager du Mooby's et la cheffe de Randal, Dante et Elias. Elle a une relation sexuelle avec Dante, alors qu'il est en couple avec Emma. Dante finira pas quitter Emma pour Becky.
- Elias Grover (Trevor Fehrman) : c'est un jeune collègue de Dante et Randel au Mooby's. C'est un grand fan du Le Seigneur des anneaux. Randal aime l'embêter et se moquer de lui.

## Lieux principaux
- Le Quick Stop : cette petite épicerie d'un quartier du New Jersey est le départ de nombreuses histoires. Dans Clerks : Les Employés modèles, Dante y est coincé pendant un jour de congé et il ne peut ainsi pas jouer au hockey ni voir sa copine Veronica. Randal y vient toujours discuter avec son ami. L'épicerie est remplie de clients étranges tels qu'un homme qui ouvre toutes les boîtes d'œufs, à la recherche de "la douzaine parfaite" ou encore une femme qui sort tous les packs de lait afin de chercher la meilleure date de péremption...
  - La façade du Quick Stop sert à Jay et Silent Bob pour dealer et importuner les passants. C'est d'ailleurs là qu'ils ont été abandonnés par leurs mères (voir Jay et Bob contre-attaquent).
  - Au début de Clerks 2, le Quick Stop est ravagé par un incendie. Dante et Randal vont alors travailler ailleurs. Mais, grâce aux économies de Jay et Bob, ils parviennent à le remettre en état à la fin du film.
- Le vidéoclub RST : situé juste à côté du Quick Stop, il est tenu par Randal. Malgré cela, Randal passe plus de temps au Quick Stop. Il n'aime pas les clients du vidéoclub car ils n'apprécient que des films nuls. Randal aime donc être très désagréable avec eux.
- Les fast-food Mooby's (Mooby the Golden Calf) : dans Dogma, les anges maléfiques vont au siège social et tuent les patrons de Mooby. Dans le même film, Jay, Bob, un apôtre et Bethany s'arrêtent pour y manger. Dans Jay & Bob contre-attaquent, Jay et Bob vont sur internet dans un restaurant Mooby et Jay y tombe amoureux de la belle Justice. Dans Clerks 2, Dante et Randal y travaillent, sous les ordres de Becky. Jay et Bob squattent bien sûr le mur du magasin.

## Acteurs et techniciens "récurrents"
Kevin Smith utilise souvent les mêmes acteurs. Certains personnages reviennent d'un film à l'autre mais il arrive qu'il utilise un même acteur pour deux rôles différents. 
| Noms                      | Clerks Les employés modèles | Les Glandeurs                               | Méprise multiple                          | Dogma                                                          | Clerks (série animée)                     | Jay & Bob Contre-attaquent                                                                             | Clerks 2                                          |
| ------------------------- | --- | ------------------------------------------- | ----------------------------------------- | -------------------------------------------------------------- | ----------------------------------------- | --- | ------------------------------------------------- |
| Jason Mewes               | Jay | Jay                                         | Jay                                       | Jay                                                            | Jay                                       | Jay | Jay                                               |
| Kevin Smith               | Silent Bob Réalisateur/Scénariste/Monteur | Silent Bob Réalisateur/Scénariste           | Silent Bob Réalisateur/Scénariste/Monteur | Silent Bob Réalisateur/Scénariste/Monteur                      | Silent Bob Scénariste/Producteur exécutif | Silent Bob Réalisateur/Scénariste/Monteur                                                              | Silent Bob Réalisateur/Scénariste/Monteur         |
| Scott Mosier              | Le client énervé qui joue au hockey, Willam Black Producteur/Monteur                                                                            | Roddy (caméo) Producteur                    | Chercheur de collector Producteur/Monteur | Passager du bus Producteur/Monteur/Réalisateur de la 2e équipe | Producteur exécutif                       | Le querelleur de dépenses supplémentaires, Willam Black Producteur/Monteur/Réalisateur de la 2e équipe | Le père qui cache les yeux de sa fille Producteur |
| Walt Flanagan             | un client fumeur, l'homme aux œufs, client offensé, le client avec le chat                                                                      | Walt le fan                                 | Walt le fan                               | Walt le fan                                                    | Walt le fan                               | Walt le fan                                                                                            | fumeur                                            |
| Bryan Johnson             | | Steve-Dave                                  | Steve-Dave                                | Steve-Dave                                                     | Steve-Dave                                | Steve-Dave                                                                                             |                                                   |
| Brian O'Halloran          | Dante Hicks | Gil Hicks                                   | Jim Hicks                                 | Grant Hicks                                                    | Dante Hicks                               | Dante Hicks                                                                                            | Dante Hicks                                       |
| Jeff Anderson             | Randal Graves |                                             |                                           | Armurier                                                       | Randal Graves                             | Randal Graves                                                                                          | Randal Graves                                     |
| Vincent Pereira           | le gardien de but au hockey, un client calé sur l'engagement                                                                                    |                                             | joueur de flipper                         |                                                                |                                           | un client du Quick Stop                                                                                |                                                   |
| Ernest O'Donnell          | Rick Derris |                                             | Témoin                                    |                                                                |                                           | Policier                                                                                               |                                                   |
| John Willyoung            | le tueur de Dante (fin alternative) |                                             | Cohee London                              |                                                                |                                           | Un passant                                                                                             |                                                   |
| David Klein               | Le garçon à chapeau qui fume, un client du vidéo-club, un client cherchant des enjoliveurs, Parent du défunt fâché Directeur de la photographie | Bald comic fan Directeur de la photographie | Directeur de la photographie              |                                                                |                                           | | Directeur de la photographie                      |
| Virginia Smith            | client masturbateur d'animal |                                             | femme au Comic-Con                        |                                                                |                                           | |                                                   |
| Grace Smith               | la femme aux packs de lait |                                             |                                           |                                                                |                                           | | Milk maid                                         |
| Joey Lauren Adams         | Alyssa Jones (Clerks - Scènes coupée) | Gwen Turner                                 | Alyssa Jones                              |                                                                |                                           | Alyssa Jones                                                                                           |                                                   |
| Jason Lee                 | | Brodie Bruce                                | Banky Edwards                             | Azrael                                                         |                                           | Brodie Bruce/Banky Edwards                                                                             | Lance Dowds                                       |
| Ben Affleck               | | Shannon Hamilton                            | Holden McNeil                             | Bartleby                                                       |                                           | Holden McNeil/lui-même                                                                                 | Type restant bouche bée                           |
| Ethan Suplee              | | Willam Black                                | Fan                                       | Gologathan (voix)                                              |                                           | | Adolescent #2                                     |
| Shannen Doherty           | | Rene Mosier                                 |                                           |                                                                |                                           | Elle-même                                                                                              |                                                   |
| Renee Humphrey            | | Tricia Jones                                |                                           |                                                                |                                           | Tricia Jones                                                                                           |                                                   |
| Malcolm Ingram            | | Creepy staring guy                          |                                           |                                                                |                                           | Creepy staring guy                                                                                     | Client qui urine                                  |
| Dwight Ewell              | |                                             | Hooper X                                  | Kan, leader du gang                                            |                                           | Hooper X                                                                                               |                                                   |
| Matt Damon                | |                                             | Shawn Owen (TV executive #2)              | Loki                                                           |                                           | Lui-même                                                                                               |                                                   |
| Dan Etheridge             | |                                             |                                           | Prêtre                                                         | Plug                                      | Député                                                                                                 |                                                   |
| Chris Rock                | |                                             |                                           | Rufus                                                          |                                           | Chaka Luther King                                                                                      |                                                   |
| George Carlin             | |                                             |                                           | le Cardinal Glick                                              |                                           | l'auto-stoppeur                                                                                        |                                                   |
| Paul Dini                 | |                                             |                                           |                                                                | George Lucas Scénariste                   | Bluntman & Chronic Clappeur                                                                            |                                                   |
| Alanis Morissette         | |                                             |                                           | Dieu                                                           |                                           | Dieu                                                                                                   |                                                   |
| Jake Richardson           | |                                             |                                           |                                                                |                                           | Adolescent #1                                                                                          | Adolescent #1                                     |
| Jennifer Schwalbach Smith | |                                             |                                           |                                                                |                                           | Missy                                                                                                  | Emma                                              |
| Harley Quinn Smith        | |                                             |                                           |                                                                |                                           | Silent Bob, bébé                                                                                       | Fillette à la fenêtre                             |

## Commentaires
Jay et Silent Bob apparaissent dans le film Scream 3 de Wes Craven.
Même s'il n'est pas officiellement relié à l'univers, le film Zack et Miri font un porno (2008) y sera plus tard lié. En effet dans Jay et Bob contre-attaquent… encore (2019), Justin Long reprend son personnage de Brandon St. Randy présent dans Zack et Miri font un porno.
On retrouve plusieurs personnages dans le clip de la chanson Highlife du rappeur Logic sorti en 2023.